# Yacimiento arqueológico de Nuestra Señora del Pueyo
El yacimiento de Nuestra Señora del Pueyo es un yacimiento arqueológico situado en Belchite (Aragón, España) de época celtibérica y romana. Se encuentra protegido como Bien de Interés Cultural (BIC) por su valor para el estudio de la historia regional.

## Descripción
El yacimiento abarca una loma de 1,5 hectáreas situada 3 km al oeste de Belchite, con numerosos restos celtibéricos y romanos. Estos incluyen un conjunto urbano, incluyendo calles y sistemas para el drenaje de aguas. El santuario de Nuestra Señora de Pueyo, del siglo XVIII, se encuentra en su cercanía y probablemente ocupa el antiguo espacio público del asentamiento. Igualmente se han excavado parte de la infraestructura de unas termas. Se ha estimado una población de hasta un millar de personas para el poblado.
A los pies de esta loma, que probablemente fuera meramente la acrópolis o núcleo central del poblado, continuaban zonas de expansión del asentamiento así como sus necrópolis. Se han encontrado igualmente restos de cerámica (terra sigilata itálica y terra sigilata hispánica) así como múltiples utensilios de época romana. Es de destacar la presencia de piezas de talleres conocidos de época altoimperial, que permiten tanto datar los hallazgos como mostrar su integración en las redes comerciales romanas. Se ha encontrado igualmente restos de varios hornos y talleres para la producción local de cerámica.
La región fue poblada antiguamente por celtíberos, con una abundancia de topónimos de raíz Bel- relacionados con una divinidad local. Ello ha llevado a llamar a la población local como bellos o belaiscos. Se ha propuesto ocasionalmente que el poblado del Pueyo pudiera corresponder con la localidad bella de Belikiom, atestiguada en la numismática del periodo, si bien la mayoría de especialistas consideran más probable que esta fuera el vecino yacimiento de El Piquete de la Atalaya. Otras identificaciones propuestas serían las ciudades de Belia o Belgeda, si bien los autores modernos han preferido igualmente otras ubicaciones para estas.
Independientemente de la identificación exacta, los restos preservados muestran múltiples relaciones dentro del área geográfica de la cuenca del río Aguasvivas. La piedra usada en las construcciones del yacimiento se ha trazado a canteras cercanas en Fuendetodos y La Puebla de Albortón, en una de las muestras de la antigüedad de dichas explotaciones mineras. Igualmente se ha propuesto que la localidad podría ser el destino de las aguas reunidas en la presa romana de Almonacid de la Cuba, construida durante el apogeo del asentamiento, y que podría haber abastecido una balsa cerca del Pueyo.
Hay igualmente indicios de una centuriación del terreno agrícola de la comarca en época romana, coherente con la hecha en Caesar Augusta y que podría indicar alguna relación de dependencia con respecto a la colonia romana. Así se ha propuesto que el asentamiento forma parte del desarrollo que el valle medio del Ebro vio durante el siglo I tras la fundación de Caesar Augusta, en la que se expandieron núcleos celtíberos y se asentaron nuevos colonos. La colonización del territorio, de seguir el patrón de otras partes de la Hispania romana, podría haber empezado por el exterior del término asignado a la colonia.
Particularmente relevantes del yacimiento son los grabados celtibéricos en roca, siendo el segundo mayor yacimiento en cuanto a referencias para el estudio de la epigrafía paleohispánica. Así se ha hallado en el yacimiento un titulus pictus y dos inscripciones en roca.
Se ha encontrado igualmente un ara votiva romana y un retrato romano sobre ladrillo. Las últimas excavaciones también hallaron una amplia domus romana, con pinturas en gran estado.

## Historia
Como muchos yacimientos, era conocido popularmente en la zona desde antiguo. El área fue alterada en los siglos posteriores al abandono del asentamiento, tanto por la construcción de la actual iglesia como por los combates en el cerro durante la batalla de Belchite (1809) de la Guerra de la Independencia española. Durante la guerra civil española el emplazamiento fue parte de los escenarios de la batalla de Belchite (1937), lo que motivó la excavación de trincheras a lo largo del mismo.
El yacimiento fue notificado a la comunidad científica por los arqueólogos Miguel Beltrán Lloris y José María Viladés en sus trabajos de la década de 1990 durante sus trabajos de la presa de Almonacid.
En 2010 se realizó una primera excavación profesional sobre el yacimiento con motivo de la construcción de una fosa séptica en su entorno. En 2011 comenzó el proceso para su declaración como Bien de Interés Cultural. El yacimiento fue excavado intensivamente por arqueólogos entre 2012 y 2015.